# Кархариноподібні
Кархариноподібні (Carcharhiniformes) — найбільший ряд акул. Представники ряду характеризуються наявністю третьої повіки, двох спинних плавців, анального плавця та п'яти зябрових щілин.

## Родини
До ряду кархариноподібних відносять 8 родин з 283 видами.
- Carcharhinidae — Сірі акули
- Hemigaleidae — Великоокі акули
- Leptochariidae — Вусаті собачі акули
- Proscylliidae — Смугасті котячі акули
- Pseudotriakidae — Псевдокунячі акули
- Scyliorhinidae — Котячі акули
- Sphyrnidae — Акули-молоти
- Triakidae — Куницеві акули